# Chacchoben

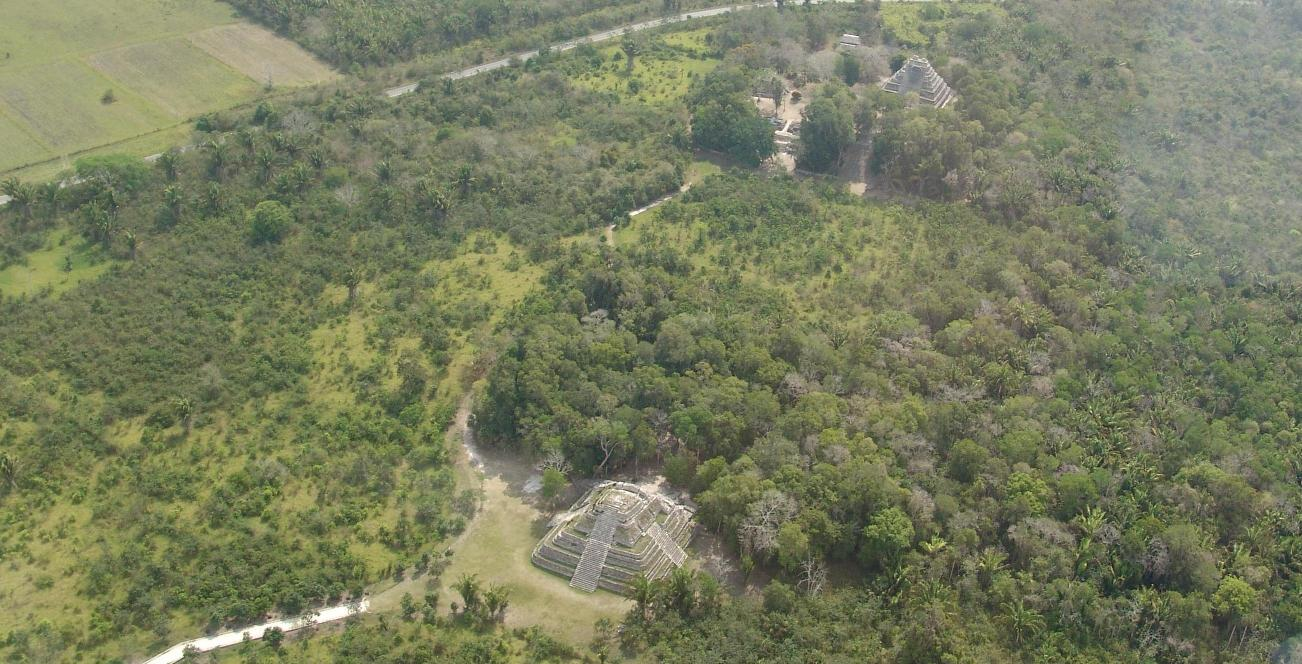
Chacchoben z lotu ptaka

Chacchoben – prekolumbijskie stanowisko archeologiczne położone w stanie Quintana Roo we wschodniej części Meksyku, około 177 km na południe od miasta Tulum.

## Opis

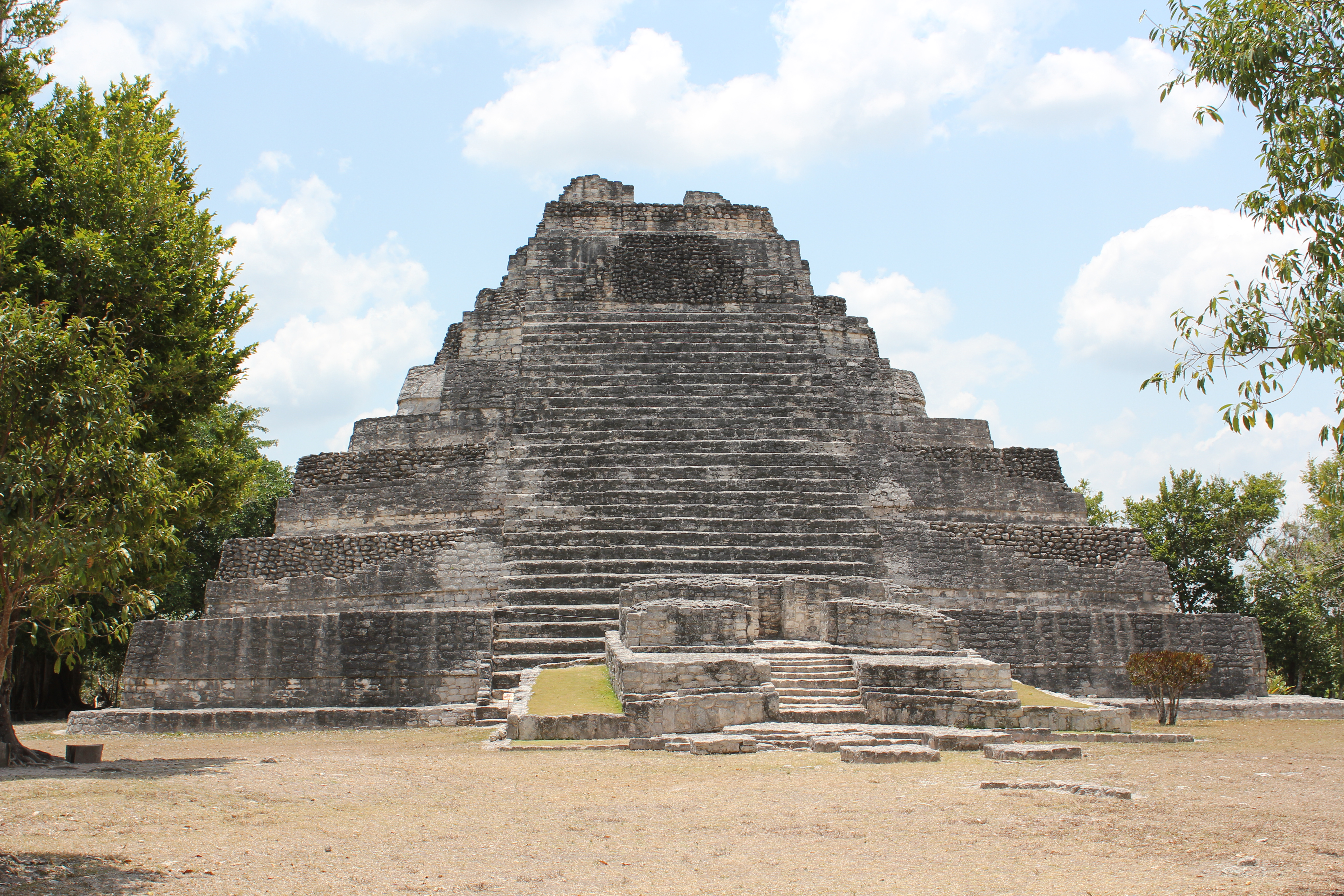
Świątynia I

Nazwa stanowiska pochodzi od małej wioski Chacchoben znajdującej się ok. 7 km na północny wschód i oznacza „miejsce czerwonej kukurydzy”. Nadał ją amerykański archeolog, Peter Harrison w latach 70. XX wieku, gdyż oryginalna nazwa nie jest znana. 
Stanowisko usytuowane jest w okolicy Laguny del Ocho i jest największą osadą majańską odkrytą w tym rejonie. Nie jest jednak pewne, czy było niezależnym królestwem, czy też znajdowało się pod dominacją jakiegoś większego ośrodka (być może Dzibanche, gdzie swoją stolicę miała dynastia Kaan).
Stanowisko nie zostało w pełni zbadane, ale odkryta część zajmuje powierzchnię ok. 70 ha. Znajdują się tam zespoły architektoniczne o charakterze religijnym, administracyjnymi oraz mieszkalnym. Wszystkie zostały zbudowane w stylu architektonicznym charakterystycznym dla miast położonych na ziemiach Petén. Podobnie jak Uxmal i Palenque, z tą różnicą, że budynki nie posiadają żadnych zdobień. Brak ornamentyki jest nietypowy, gdyż takie ośrodki jak Tulum czy Chichén Itzá posiadały bardzo bogato zdobione budowle.  
Centralnym miejscem był Wielki Plac (Gran Plaza) przez który biegła szeroka arteria. Po obu jej stronach znajdowały stragany handlowe, kamienne domy klasy wyższej oraz boisko do gry w piłkę. Z pobliskiego wzniesienia rozciągały się wykute w skale szerokie schody prowadzące na tzw. Wielką platformę (Gran Basamento). Prawdopodobnie pełniła ona rolę akropolu, gdyż znajdują się tam dwie bliźniacze piramidy, świątynie i ołtarze. Na szczycie schodów znajdowały się dwa kamienne filary, z czego w jednym był wydrążony otwór, przez który podczas przesilenia zimowego, wpadało światło zachodzącego słońca i skupiało się na niewielkim obszarze na Wielkim Placu. Archeolodzy przypuszczają, że niegdyś znajdowała się tam stela bądź statua. Na platformie znajdowały się również pomniejsze budynki, które były prawdopodobnie domami kapłanów. 
Drugi kompleks zwany Las Vías był rezydencjalną częścią miasta. Był to podłużny, prostokątny dziedziniec otoczony niskimi kamiennymi platformami, na których znajdowały się domy wzniesione częściowo z nietrwałych materiałów.

## Historia

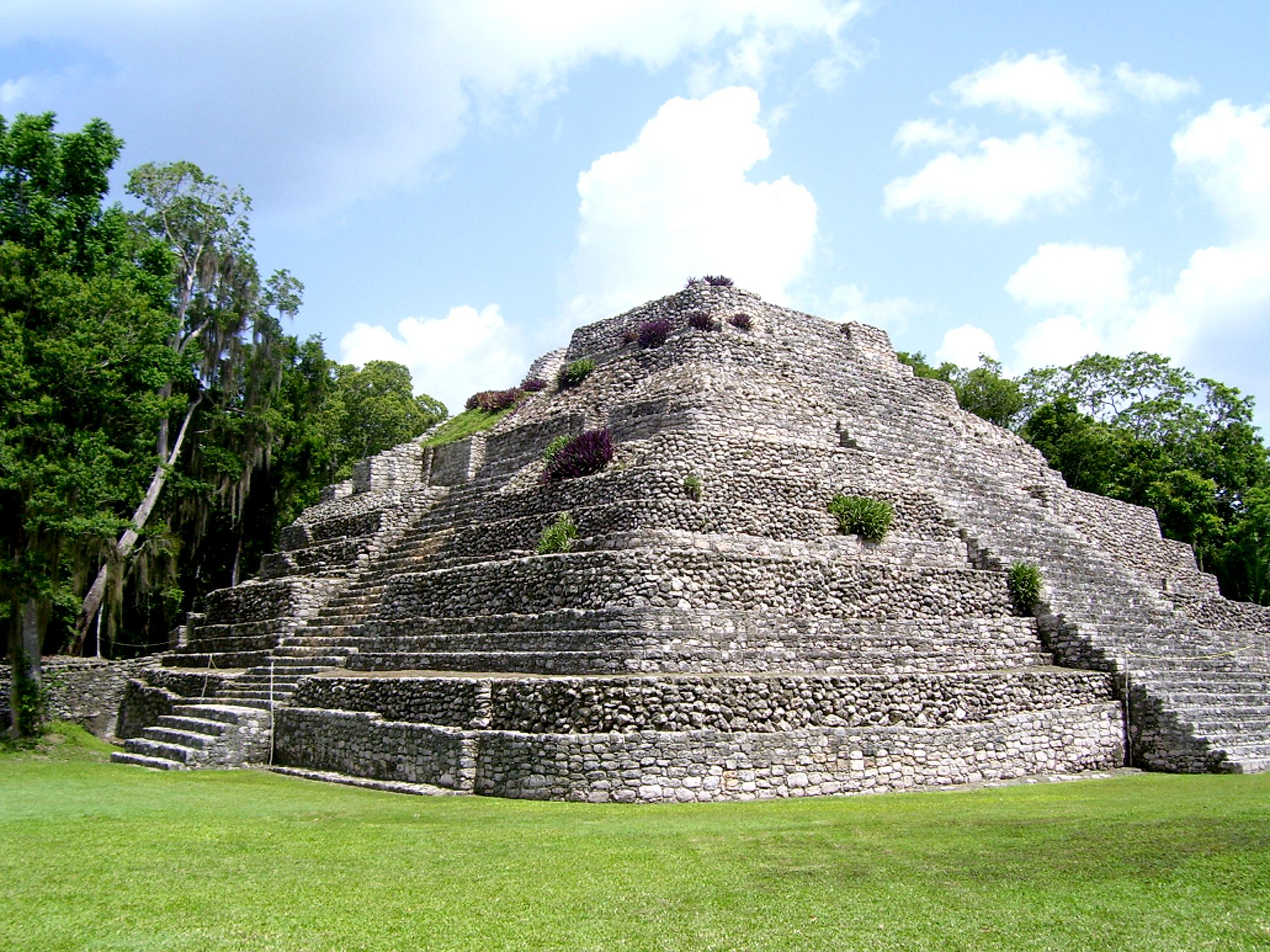
Jedna z piramid

Badania archeologiczne wskazują, że stanowisko było zamieszkiwane od około 200 roku p.n.e. a jego okolice od około 1000 roku p.n.e. Pierwsze kamienne budowle powstały ok. 700 roku n.e. W szczytowym momencie miasto posiadało rozległy kompleks świątyń, centrum administracyjne oraz liczne budynki mieszkalne. Podobnie jak w przypadku innych majańskich miast, przyczyny jego opuszczenia nie są do końca jasne, ale prawdopodobnie mogły mieć związek z przeludnieniem, nadmiernym wyjałowieniem ziemi lub podbojem militarnym.
Po hiszpańskim podboju w XVI wieku i związanym z nim nawróceniu Majów na chrześcijaństwo, Chacchoben popadło w zapomnienie. W 1942 roku rolnik Servilliano Cohuo, szukając miejsca na założenie farmy, odkrył na obrzeżach pobliskiej dżungli ruiny miasta. Oczyścił część terenu, zbudował dom i przez trzydzieści lat mieszkał tam z rodziną.
W 1972 roku, amerykański archeolog dr Peter Harrison przelatując helikopterem nad okolicą zauważył nietypowe zmiany w topografii terenu. Postanowił dokładniej je zbadać, w wyniku czego znalazł Cohuo i jego rodzinę. Rolnik oprowadził go po stanowisku, ale nie potrafił nic o nim powiedzieć.
Harrison przeprowadził pierwsze profesjonalne badania, sporządził mapy oraz poinformował meksykańskie władze o istnieniu ruin. Cohuo natomiast uzyskał zgodę na pozostanie na farmie do końca życia. Gdy zmarł w 1991 roku Narodowy Instytut Antropologii i Historii przejął cały teren i trzy lata później rozpoczął prace renowacyjne. Podjęto też badania archeologiczne, którymi kierował Juan Rique.